# Romulea limbarae
Romulea limbarae är en irisväxtart som beskrevs av Augusto Béguinot. Romulea limbarae ingår i släktet Romulea och familjen irisväxter.
Artens utbredningsområde är Sardinien. Inga underarter finns listade i Catalogue of Life.